# Рагачов
Рагачов или Рогачов (блр. Рагачо́ў; рус. Рогачёв) је град у северном делу Гомељске области Белорусије, и административни је центар Рагачовског рејона.
У граду је према проценама за 2013. живело 34.476 становника.

## Географија
Налази се на ушћу реке Друт у Дњепар, око 121 км северозападно од административног центра области Гомеља и око 25 км северно од града Жлобина.

## Историја
Насеље се први пут спомиње у летопису из 1142. године када град прелази под управу Чернигавске кнежевине. Крајем XIII века постаје део Велике Кнежевине Литваније.
У ноцвембру 1917. успостављена је совјетска власт у граду. Од маја 1919. део је Гомељске губерније, а потом постаје и рејонски центар Бабрујског округа (од 1924. до 1930). У саставу садашње Гомељске области је од 15. јануара 1938. године.
Током Другог светског рата град је доживео страховита разарања и био је готово у целости разрушен због чега је 2010. одликован орденом града хероја (За мужество и стойкость в годы Великой Отечественной войны).

## Становништво
Према процени, у граду је 2012. живело 34.140 становника.
| 1979.  | 1989.  | 1999.  | 2009.  | 2012.  |
| ------ | ------ | ------ | ------ | ------ |
| 25.070 | 35.757 | 35.757 | 33.702 | 34.140 |